# Garbh Sgeir
Pour les articles homonymes, voir Garbh.
Garbh Sgeir (récif rugueux) est un îlot faisant partie du groupe des Small Isles qui appartiennent à l'archipel des Hébrides intérieures en Écosse. Garbh Sgeir se situe dans la mer des Hébrides et fait partie du Council area des Highland.

## Géographie
Garbh Sgeir se trouve juste à côté de l'île d'Hyskeir et fait partie du groupe d'îles appelées Small Isles.
Il abrite des oiseaux marins et est protégé par le Scottish Natural Heritage.
Un autre îlot plus petit et portant le même nom se trouve à 400 mètres au sud-est de l'île d'Eigg.

## Référence
- (en) Cet article est partiellement ou en totalité issu de l’article de Wikipédia en anglais intitulé « Garbh Sgeir » (voir la liste des auteurs).